# Blauwoorbaardvogel
De blauwoorbaardvogel (Psilopogon cyanotis synoniem: Megalaima duvaucelii cyanotis) is een baardvogel die voorkomt in het noordoosten van India, Nepal, Bhutan, Bangladesh en Myanmar. 

## Beschrijving
De blauwoorbaardvogel is 16 tot 7 cm lang. Hij is -net als de andere Aziatische baardvogels- overwegend groen gekleurd. Hij heeft een forse, donker gekleurde snavel met borstels aan de basis van de snavel. Deze baardvogel kan verward worden met de iets grotere blauwkeelbaardvogel (P. asiaticus) omdat ze allebei een blauwe keel hebben. Deze baardvogel heeft echter geen rood, maar zwart op de kruin, overgaand in groen. Deze baardvogel lijkt ook zeer sterk op de zwartoorbaardvogel (P. duveaucellii) die eerder als in de Indische archipel voorkomende ondersoort werd beschouwd. Zoals de naam al aangeeft heeft deze soort een blauwe vlek achter het oor. Er is een klein verschil tussen het mannetje en het vrouwtje, het mannetje heeft meer zwart op de kop, vooral rond het oog, het vrouwtje meer rood. De blauwe keel wordt met een zwarte band afgegrensd van de verder groene borst. Bij het mannetje is deze zwarte band breder dan bij het vrouwtje.

## Verspreiding en leefgebied
De blauwoorbaardvogel komt in het uiterste noordoosten van het Indisch subcontinent tot diep in Indochina. De soort telt drie ondersoorten:
- P. c. cyanotis: van oostelijk Nepal en noordoostelijk India tot zuidelijk China en noordelijk Thailand.
- P. c. orientalis: oostelijk en zuidoostelijk Thailand via Indochina.
- P. c. stuarti: zuidelijk Myanmar en zuidwestelijk en zuidelijk Thailand.

## Status
De blauwoorbaardvogel heeft een enorm groot verspreidingsgebied en daardoor alleen al is de kans op uitsterven uiterst gering. De grootte van de populatie is niet gekwantificeerd. Men veronderstelt dat de soort door ontbossing in aantal achteruit gaat, maar het tempo van achteruitgang is onder de norm voor een verontrustende Rode Lijstvermelding. Om deze redenen staat deze baardvogel als niet bedreigd op de Rode Lijst van de IUCN.